# SpeedCommander
SpeedCommander — файловый менеджер, сделанный в Германии. Одной из его особенностей является полная встроенная поддержка Юникода. Также доступны следующие возможности:
- Поддержка WinAPI x64
- Двухпанельный многоязычный GUI-интерфейс
- Расширенный поиск файлов
- Поддержка большого числа типов архивов
- Встроенный FTP-клиент
- Работа с вкладками каталогов
- Работа с контейнерами файлов (создается группа ярлыков, которую можно просматривать в отдельной папке)
- Поддержка WFX-плагинов
- Работа с сетевым окружением
- Поддержка Drag-and-drop при работе с другими приложениями